# Mitsukiyo
Mitsukiyo (日语： 韓語：)（1995年2月3日—）是韩国音乐制作人。

## 活动
負責2023年8月4日至23日在東京都澀谷區「pixiv WAEN GALLERY」举办的插画家らんぐ个展“君と私の世界（ストーリー）”的场地音乐。 
2023年11月1日，与Neko Hacker联合制作歌曲 。
擔任由Nexon Games开发的游戲《蔚藍檔案》音乐总监 。

## Unwelcome School
与KARUT、 Nor一起创作了《蔚藍檔案》的音乐，并为該名作品创作了原声带《Blue Archive Original Soundtrack Vol.4 〜Aiming for the ideal freedom〜》，在Oricon周榜上排名第一。 此外，这张专辑中由 Mitsukiyo 製作的歌曲《Unwelcome School》在 2023 年 7 月 26 日登上Spotify的「每日熱門歌曲（日本）」排名第一。 《Unwelcome School》的熱門程度已超越了遊戲的範疇，成為熱門樂曲，在YouTube上有摇滚、爵士乐、小提琴、等多種翻唱和混音改編 。

## 作品
- Taletrail
- Target for love（与李珍雅联合制作）
- 星屑インカンテーション——紫暮せな
- ごほうびトキメキモード - Sana Natori

### 作曲/编曲
- かがやきサマーデイズ - 小鳥游星野（CV：花守由美里）、砂狼白子（CV：小仓唯）、十六夜野乃美（CV：三浦千幸）、黑見茜香（CV：大桥彩香）、奧空绫音（CV：原田彩楓）
- わたしたちのクエスト - 才羽桃井（CV：德井青空）、才羽绿（CV：高田憂希）、花岡柚子（CV：寺澤百花）、天童爱丽丝（CV：田中美海）
- 優しさの記憶 - 鹿乃
- 奇妙的和谐 - 歌住樱子（CV：加隈亜衣）、若葉日向（CV：日高里菜）、伊落玛丽（CV：小泽亚李）、谷關憂（CV：后藤沙緒里）、圓堂志美子（CV：富田美憂）、阿慈谷日富美（CV：本渡枫） ）、白洲梓（CV：種田梨沙） 、浦和花子（CV：豐田萌繪）、下江小春（CV：赤尾光）、聖園彌香（CV：東山奈央）、劍先弦生（CV：小林優）、仲正一花（CV：鷲見友美Jiena（日语：鷲見友美ジェナ））
- エブリディいっしょ♪ - 彩奈（CV：小原好美）